# Dana Strum
Dana Strum (Dana Strumwasser, 13 de diciembre de 1958 en Washington) es un músico estadounidense, reconocido por su asociación con las bandas de hard rock Slaughter, Vinnie Vincent Invasion y Vince Neil.

## Carrera
Antes de Slaughter, Strum fue el bajista y productor en los dos álbumes de la agrupación Vinnie Vincent Invasion junto al vocalista Mark Slaughter, la cual abandonaron juntos debido a diferencias con el guitarrista y fundador Vinnie Vincent.
Es amigo de Ozzy Osbourne; presentó a Ozzy al guitarrista Randy Rhoads, y se le atribuye el hecho de haber puesto a Jake E. Lee en la banda de Osbourne. También se le atribuyen las incursiones de los guitarristas Vinnie Vincent y Mark St. John en la banda Kiss.
Participó en la grabación del álbum Tattoos & Tequila de Vince Neil.

## Discografía

### Rod Falconer
- Rules of Attraction (1984)

### Danny Spanos
- Looks Like Trouble (1985)

### Vinnie Vincent Invasion
- Vinnie Vincent Invasion (1986)
- All Systems Go (1988)

### Vince Neil
- Tattoos & Tequila (2010)